# Marysin (powiat miński)
Marysin – wieś w Polsce położona w województwie mazowieckim, w powiecie mińskim, w gminie Kałuszyn.

## Historia wsi
W czasie niemieckiej agresji na Polskę, 8 września 1939 na szosie przy wsiach Marysin i Stare Groszki zabitych zostało około 600 osób. Padli oni ofiarą bombardowań dokonanych przez pilotów lotnictwa III Rzeszy.
W latach 1975–1998 miejscowość administracyjnie należała do województwa siedleckiego.
Wierni Kościoła rzymskokatolickiego należą do parafii Wniebowzięcia Najświętszej Maryi Panny w Kałuszynie.